# Natriumperchloraat
Natriumperchloraat (NaClO4) is het natriumzout van perchloorzuur. De stof komt voor als witte hygroscopische en reukloze kristallen of als poeder. De stof is oplosbaar in water en alcohol.

## Synthese
Natriumperchloraat wordt bereid door middel van een anodische oxidatie onder hoge druk van natriumchloride of natriumchloraat. Hierbij wordt als anode platina (in sommige gevallen ook lood(IV)oxide, mangaan(IV)oxide, magnetiet of kobalt(III)oxide) en als kathode grafiet, staal, nikkel of titanium gebruikt. De oxidatie verloopt als volgt:
{\displaystyle \mathrm {ClO_{3}^{-}\ +\ H_{2}O\ \longrightarrow \ ClO_{4}^{-}\ +\ 2\ H^{+}\ +\ 2\ e^{-}} }

## Toxicologie en veiligheid
De stof ontleedt bij verhitting met vorming van giftige dampen, waaronder chloor en chlooroxiden. Natriumperchloraat is een sterk oxidatiemiddel en reageert met brandbare en reducerende stoffen, waardoor brand- en ontploffingsgevaar kan ontstaan.
De stof is irriterend voor de ogen, de huid en de luchtwegen.